# Los Angeles Clippers 2008-2009
La stagione 2008-09 dei Los Angeles Clippers fu la 39ª nella NBA per la franchigia.
I Los Angeles Clippers arrivarono quarti nella Pacific Division della Western Conference con un record di 19-63, non qualificandosi per i play-off.

## Roster
| N° | Naz.                   | Ruolo | Sportivo       | Anno | Alt. | Peso |
| -- | ---------------------- | ----- | -------------- | ---- | ---- | ---- |
| 1  | Stati Uniti (bandiera) | G     | Baron Davis    | 1979 | 191  | 95   |
| 2  | Stati Uniti (bandiera) | GA    | Fred Jones     | 1979 | 193  | 95   |
| 2  | Stati Uniti (bandiera) | A     | Tim Thomas     | 1977 | 208  | 104  |
| 3  | Stati Uniti (bandiera) | G     | Alex Acker     | 1983 | 196  | 84   |
| 4  | Stati Uniti (bandiera) | G     | Mike Taylor    | 1986 | 188  | 75   |
| 5  | Stati Uniti (bandiera) | G     | Cuttino Mobley | 1975 | 193  | 86   |
| 6  | Stati Uniti (bandiera) | G     | Jason Hart     | 1978 | 191  | 84   |
| 8  | Stati Uniti (bandiera) | A     | Brian Skinner  | 1976 | 206  | 116  |
| 9  | Stati Uniti (bandiera) | C     | DeAndre Jordan | 1988 | 211  | 113  |
| 10 | Stati Uniti (bandiera) | G     | Eric Gordon    | 1988 | 191  | 101  |
| 12 | Stati Uniti (bandiera) | A     | Al Thornton    | 1983 | 203  | 100  |
| 20 | Stati Uniti (bandiera) | A     | Steve Novak    | 1983 | 208  | 100  |
| 23 | Stati Uniti (bandiera) | AC    | Marcus Camby   | 1974 | 211  | 100  |
| 25 | Stati Uniti (bandiera) | G     | Mardy Collins  | 1984 | 198  | 100  |
| 31 | Stati Uniti (bandiera) | G     | Ricky Davis    | 1979 | 198  | 88   |
| 34 | Senegal (bandiera)     | C     | Cheikh Samb    | 1984 | 216  | 111  |
| 35 | Stati Uniti (bandiera) | C     | Chris Kaman    | 1982 | 213  | 122  |
| 40 | Stati Uniti (bandiera) | C     | Paul Davis     | 1984 | 211  | 122  |
| 50 | Stati Uniti (bandiera) | A     | Zach Randolph  | 1981 | 206  | 115  |

## Staff tecnico
- Allenatore: Mike Dunleavy
- Vice-allenatori: Jim Eyen, Kim Hughes, Rory White, Neal Meyer
- Preparatore atletico: Jasen Powell